# SDI
SDI (енгл. Suction Diesel Injection) је технологија за дизел моторе, који је развила и производила Фолксваген групација. SDI је дизел мотор са директним убризгавањем горива са класичним атмосферским усисавањем (без турбо пуњача), за разлику од TDI мотора који има турбо пуњач. TDI мотор има више делова и потенцијалних места за кварове, знатно је више топлотно и механички оптерећен, и због тога има краћи радни век. SDI мотор има лошије перформансе, али је трајнији, поузданији, јефтинији и једноставнији за одржавање. Били су опремљени ротационом разводном пумпом са електронском контролом, али неки мотори су имали и убризгавање преко система пумпа-бризгаљка.
2008. године је престала производња SDI мотора, с циљем смањења емисије издувних гасова.